# Acantholipes circumdata
Acantholipes circumdata är en fjärilsart som beskrevs av Walker 1858. Acantholipes circumdata ingår i släktet Acantholipes och familjen nattflyn. Inga underarter finns listade i Catalogue of Life.